# Мало Полє (Перушич)
44°39′ пн. ш. 15°21′ сх. д. / 44.65° пн. ш. 15.35° сх. д.
Мало Полє (хорв. Malo Polje) — населений пункт у Хорватії, у Лицько-Сенській жупанії у складі громади Перушич.

## Населення
Населення за даними перепису 2011 року становило 74 осіб.
Динаміка чисельності населення поселення:

## Клімат
Середня річна температура становить 8,71 °C, середня максимальна – 22,95 °C, а середня мінімальна – -7,24 °C. Середня річна кількість опадів – 1241 мм.
| Клімат поселення                              | Клімат поселення | Клімат поселення | Клімат поселення | Клімат поселення | Клімат поселення | Клімат поселення | Клімат поселення | Клімат поселення | Клімат поселення | Клімат поселення | Клімат поселення | Клімат поселення | Клімат поселення |
| Показник                                      | Січ.             | Лют.             | Бер.             | Квіт.            | Трав.            | Черв.            | Лип.             | Серп.            | Вер.             | Жовт.            | Лист.            | Груд.            |                  |
| Середній максимум, °C                         | 5,41             | 6,88             | 10,40            | 14,30            | 18,92            | 22,44            | 22,95            | 22,64            | 18,29            | 13,64            | 8,36             | 4,64             |                  |
| Середня температура, °C                       | −0,91            | 0,56             | 4,06             | 7,98             | 12,58            | 16,11            | 18,56            | 18,24            | 13,90            | 9,25             | 3,98             | 0,26             |                  |
| Середній мінімум, °C                          | −7,24            | −5,77            | −2,27            | 1,66             | 6,27             | 9,78             | 14,16            | 13,84            | 9,51             | 4,85             | −0,41            | −4,14            |                  |
| Норма опадів, мм                              | 93               | 92               | 91               | 98               | 88               | 88               | 57               | 77               | 125              | 142              | 162              | 128              |                  |
| Середньомісячна швидкість вітру, м/с          | 2.21             | 2.35             | 2.58             | 2.50             | 2.30             | 2.11             | 2.08             | 1.98             | 2.06             | 2.19             | 2.45             | 2.46             |                  |
| Середньомісячна сонячна радіація, кДж/м²·день | 4526             | 7246             | 10661            | 15205            | 19357            | 21151            | 23192            | 19803            | 14659            | 9330             | 4879             | 3780             |                  |
| --------------------------------------------- | ---------------- | ---------------- | ---------------- | ---------------- | ---------------- | ---------------- | ---------------- | ---------------- | ---------------- | ---------------- | ---------------- | ---------------- | ---------------- |
| Джерело:                                      |                  |                  |                  |                  |                  |                  |                  |                  |                  |                  |                  |                  |                  |